# 96747 Crespodasilva
96747 Crespodasilva è un asteroide della fascia principale. Scoperto nel 1999, presenta un'orbita caratterizzata da un semiasse maggiore pari a 2,5908479 UA e da un'eccentricità di 0,2048611, inclinata di 13,17239° rispetto all'eclittica.
L'asteroide è stato dedicato postumo alla scopritrice.